# Rickwood Field
Le Rickwood Field est un stade de baseball historique de la ville de Birmingham, dans l'État de l'Alabama, aux États-Unis. Il est, depuis la démolition du Comiskey Park de Chicago en 1991, considéré comme le plus ancien stade de baseball professionnel encore en usage aux États-Unis. Construit en 1910, il a notamment été le domicile de 1920 à 1960 des Black Barons de Birmingham, club de baseball afro-américain ayant évolué dans les ligues noires, et des Barons de Birmingham, club ayant évolué principalement en Southern League.
Le site est classé au niveau fédéral au Registre national des lieux historiques depuis 1993 et au niveau régional au Alabama Register of Landmarks and Heritage (en) depuis 1991. 